# Grand panetier

Le grand panetier de France était l'un des grands officiers de la cour du roi de France, membre de la Maison du Roi. Il était le chef de la grande paneterie, autrement dit du service de bouche comprenant hâteurs de rôt, potagers, écuyers et enfants de cuisine (appelés galopins). 

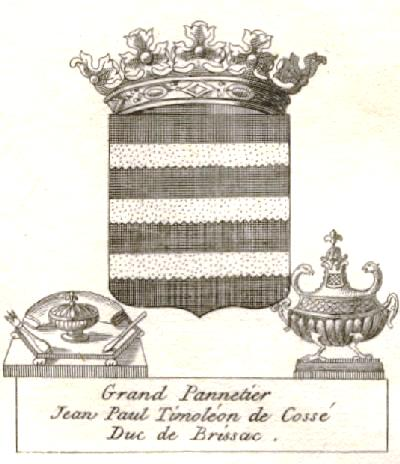
Armes de Jean Paul Timoléon de Cossé-Brissac.

## Office de grand panetier de France
Officier de la maison du Roi, il ne servait ordinairement que dans les grandes cérémonies, le premier de l'an et aux quatre bonnes fêtes de l'année, déléguant ce service aux panetiers lors des offices réguliers, ces derniers mettant la nappe, la nef de table, préparant les tranchoirs de pain et le sel ; lorsque le roi sortait de sa chambre pour aller à la messe, le sert-d'eau criait par trois fois, du haut du balcon ou du haut de l'escalier : Messire …, grand panetier de France, au couvert pour le roi.

## Liste des grands panetiers de France
- vers 1260, Jean Britaud, seigneur de Nangis.
- 1297-1311 Géraud II Chauchat, seigneur de Saint-Beauzire, trésorier d'Auvergne et panetier de Philippe le Bel[3].
- 1327, Pierre de Fay, seigneur de Fay (Somme)[4].
- 1336-1343 Charles Ier de Montmorency, seigneur et baron de Montmorency.
- 1346 Guillaume Le Vicomte, sieur du Rumen.
- 1353 Gui V de la Trémoille.
- 1355-1375 Jean de Trainel, seigneur de Marigny-le-Châtel, de La Motte-Tilly, de Fontenay-de-Bossery et de Voisines
- 1383 Raoul II de Raineval[5]
- 1386-1396 Pierre de La Crique, seigneur de La Crique.
- 1396-1411? Guy V de La Roche-Guyon[6]
- 1399-1418? Jean de La Teillaye,
- 1418-? Robert ou Robin (dit Robinet) de Mailly (+1420)[7], fut fait grand panetier en même temps que Jean de Villiers de L'Isle-Adam maréchal de France et Charles de Lens, amiral de France[8].
- 1418-1422? Renaud de Garges,
- 1438-14?? Antoine de Chabannes, comte de Dammartin.
- 144?-1449 Jean V Malet († 1449), seigneur de Graville, de Marcoussis et de Montaigu, maître des Arbalétriers (1423-1449), Grand fauconnier de France (1415).
- 1461-1473 Louis Bastet de Crussol, seigneur de Beaudisner et de Florensac gouverneur du Dauphiné, sénéchal du Poitou, premier chevalier de l'ordre de Saint-Michel.
- 1473-14?? Jacques Ier de Crussol, sénéchal de Beaucaire (1504-1523), vicomte d'Uzès (1486). Selon Père Anselme, qui lui donne pour successeur Jacques Odart, seigneur, conseiller et chambellan du roi, grand fauconnier.
  - avant 1470 Denis Hesselin, prévôt des marchands de Paris (1470-1474).
- 1472-1486 Aimar-Antoine d'Ancézune, seigneur de Caderousse.
- 1492-1540 René de Cossé (1460-1540), seigneur de Cossé.
- 1540-1547 Charles de Crussol (1510-1546), vicomte d'Uzès.
- 1547-1562 Charles Ier de Cossé (1505-1564), comte de Brissac.
- 1562-1564 Timoléon de Cossé (1545-1569), comte de Brissac.
- 1564-1582 Artus de Cossé (1512-1582), comte de Secondigny.
- 1582-1621 Charles II de Cossé (1550-1621), duc de Brissac, maréchal de France.
- 1621-1651 François de Cossé (1581-1651), duc de Brissac.
- 1651-1661 Louis de Cossé (1625-1661), duc de Brissac.
  - 1654 : François de Clermont, marquis de Montglat (1620-1675) au cours du sacre de Louis XIV, le 7 mai 1654.
- 1661-1675 Timoléon de Cossé (1626-1675), comte de Cossé.
- 1675-1709 Artus-Timoléon de Cossé (1668-1709), duc de Brissac.
- 1709-1732 Charles-Timoléon de Cossé (1693-1732), duc de Brissac.
- 1732-1780 Jean-Paul-Timoléon de Cossé (1698-1780), duc de Brissac, maréchal de France.
- 1780-1792 Louis-Hercule de Cossé (1734-1792), duc de Brissac.